# Stéphane Cipre
Stéphane Cipre est un sculpteur contemporain français.

## Biographie
Né à Paris en 1968 de famille niçoise, Stéphane Cipre commence sa carrière artistique en 1987 avec un Certificat d'aptitude professionnelle de modéliste styliste chez son père, Meilleur ouvrier de France. Il étudie ensuite les beaux Arts à la Villa Thiole et l'Histoire de l'Art à l'École du Louvre de Nice de 1994 à 1997.

## Expositions
- Exposition dans l'hotel Le Royal Monceau Raffes Paris, Galerie Bel Air Fine ART 2021
- Galerie Bel Air Fine Art, Geneva, Saint-Tropez, Paris Place des Vosges, Paris Rivoli, Cannes, Aix en Provence, Venezia   San Marco, Venezia Dorsoduro, Courchevel, Megève, Miami, London, Verbier, Crans-Montana, Gstaad, Forte dei Marmi, Knokke 2021
- Foire Art Miami, Galerie Bogena 2020
- Foire Art New York, Galerie Bogena 2020
- Play It Art, Bruxelles Belgique 2019
- Galerie Bogena, Saint-Paul-de-Vence France (2016-2019)
- Galerie Jane Griffiths, Val d'Isère France (2017-2019)
- Galerie Bel Air Fine Art, Crans Montana, Genève, Verbier Suisse (2007-2019)
- Galerie Bel Air Fine Art, Paris, Cannes, Saint Tropez, Megève France (2007-2019)
- Galerie Bel Air Fine Art, Forte Dei Marmi, Venise Italie (2007-2019)
- Absolute Art Gallery, Knokke, Belgique (2008-2019)
- Galerie des Lices, Saint-Tropez (2007-2009)[1]
- Galerie Art&Rapy, Monaco (2006-2009)
- Marigold Fine Art Gallery, Bombay et New-Delhi, Inde (2008-2009)
- Galerie Porta 34-Gustavia, Saint-Barthélemy (2008-2009)
- Galerie Marie Ricco, Calvi, Corse (2009)
- Galerie Ferrero, Nice (2003-2009)
- Galerie Sparts, Paris (2007-2009)[2].
- Galerie dans le Ciel, Mougins (2001-2009)

## Collections publiques
- Nice, So Nice,Sculpture monumentale pour le départ du Tour de France 2020, |url=http://www.cipre.fr/#nouvelle-page.
- Nice, Un Dimanche à Nice,Sculpture monumentale de l’artiste niçois Stéphane Cipre place Guynemer à Nice,https://www.nicematin.com/arts/en-voiture-avec-stephane-cipre-439453;
- Guinée, Mandela - Africaguine |url=http://www.africaguinee.com/articles/2017/06/16/guinee-mandela-alpha-conde-sculptes-par-stephane-cipre-un-geste-de-la-fondation;
- Val-d'Isère, Go To Ski ;
- Wellington, Nouvelle-Zélande, Les Contre-Valeurs du Rugby ;
- Aéroport de Nice, Sculpture People[3] ;
- Fondation Copeluzos, Athènes, Grèce ;
- Fondation Fran Daurel, Barcelone, Espagne[4];
- Monaco, No-Bull Cow.
- Musée océanographique de Monaco.

## Publications
- C comme Cipre tome I[5]
- C comme Cipre tome II[6]

## Galerie

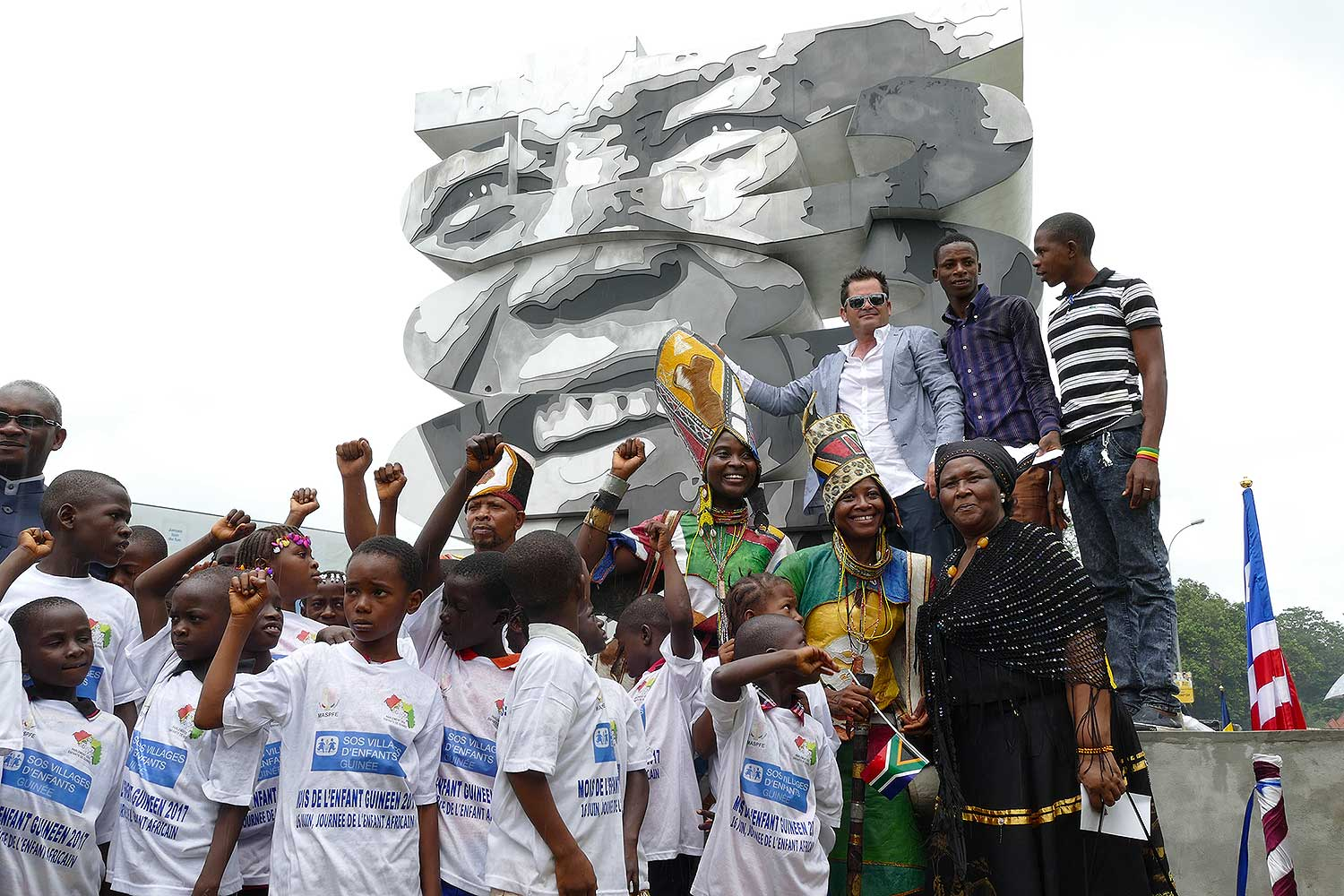
Monument Liberté, dans le cadre de Conakry capitale mondiale du livre 2017
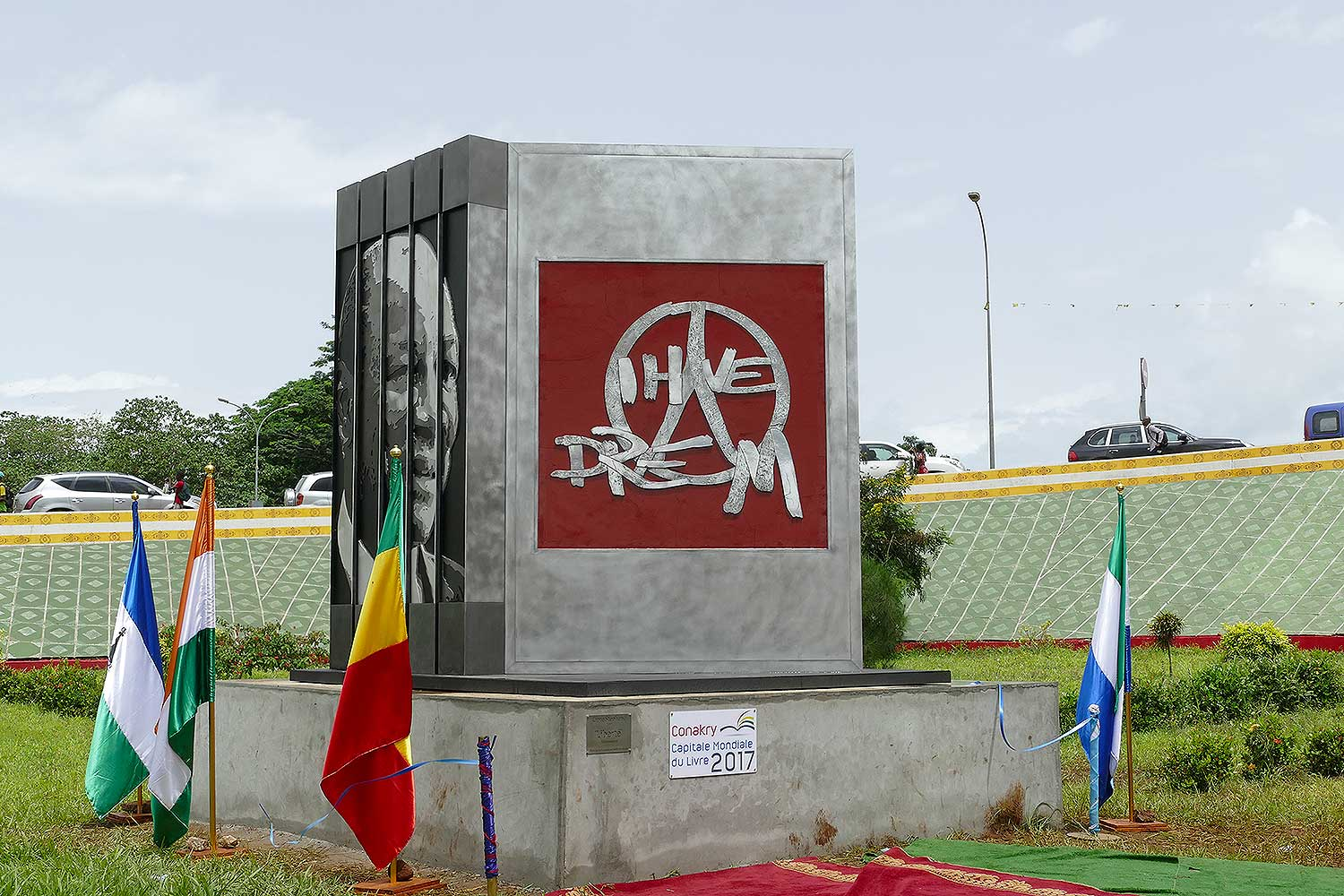
Monument Liberté, dans le cadre de Conakry capitale mondiale du livre 2017
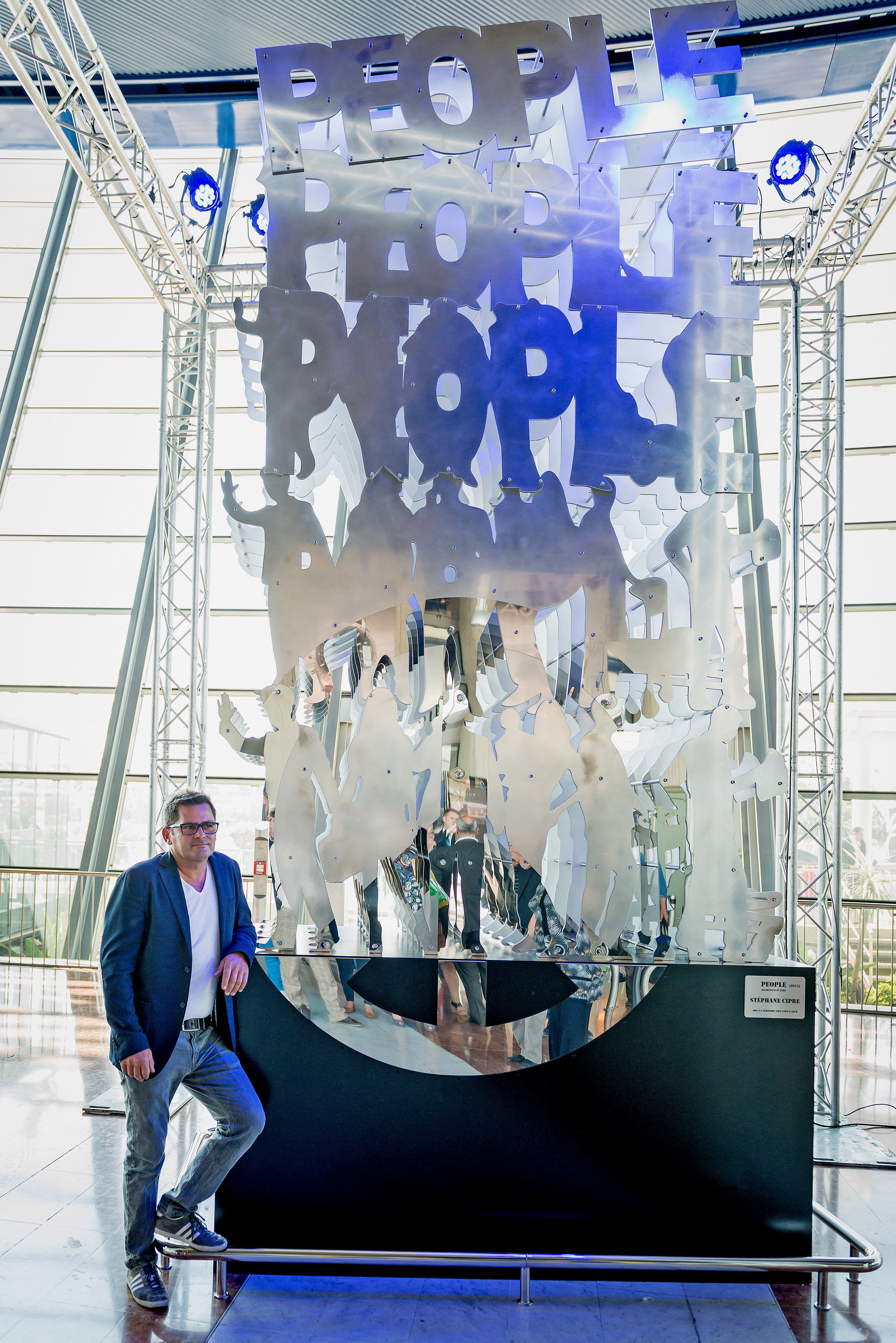
People airport, Nice
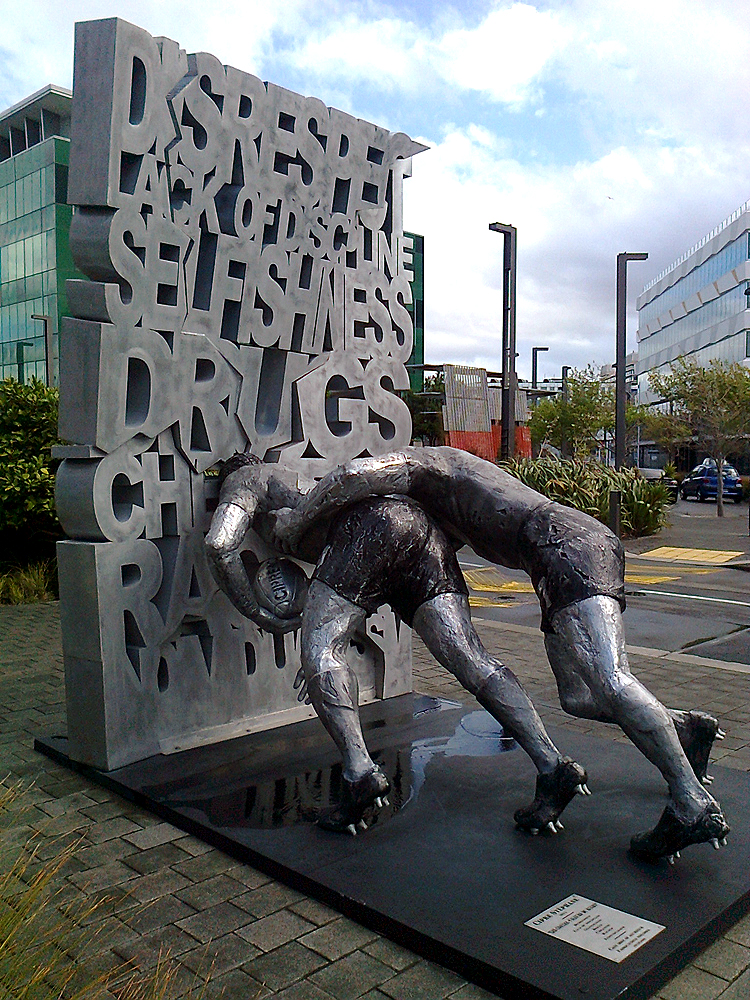
Les Contre valeurs du Rugby, Wellington, Nouvelle-Zélande, pour la coupe du monde de rugby 2011
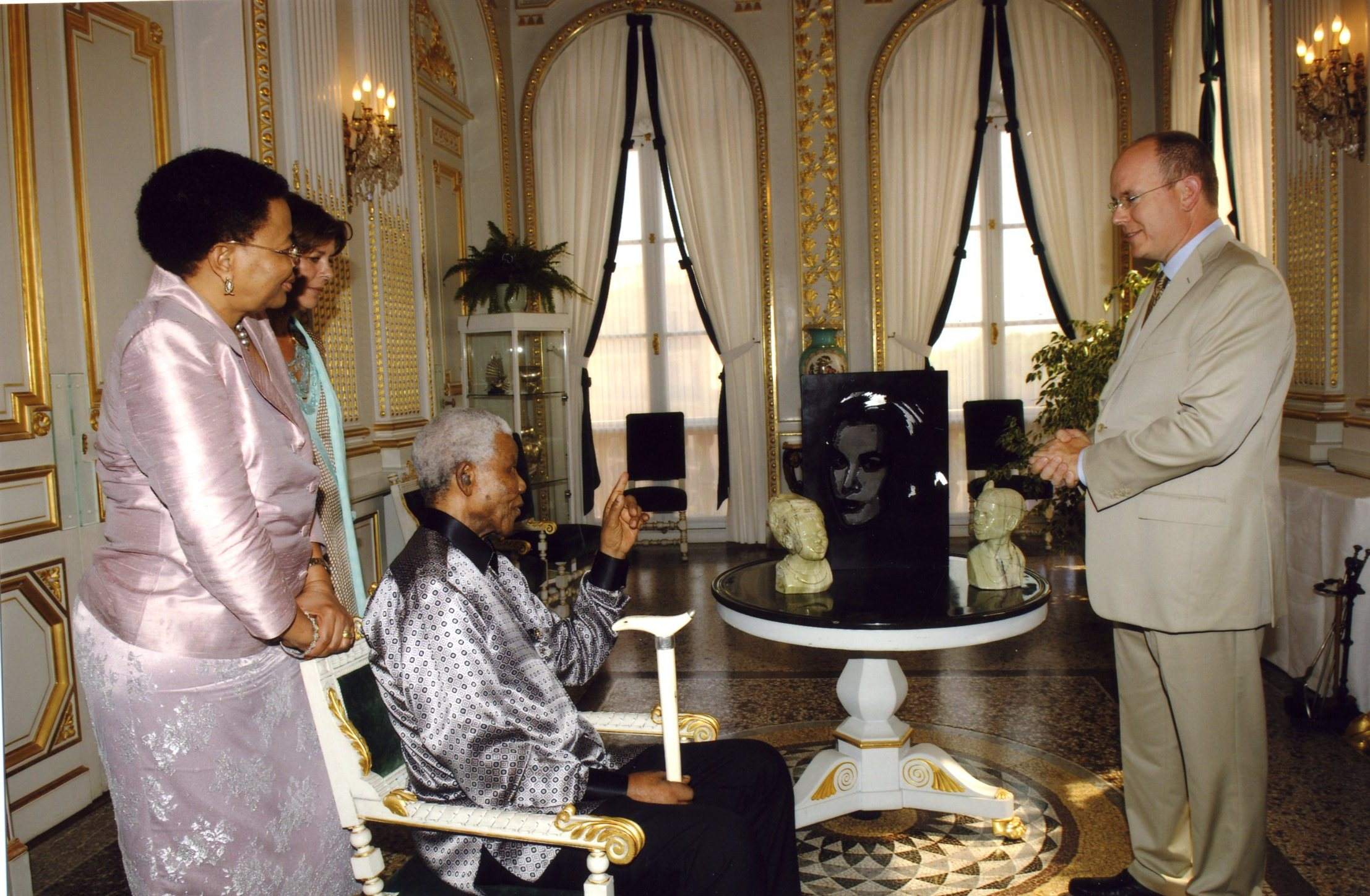
Remise de la sculpture Grace Kelly à Nelson Mandela par SAS Albert 1er de Monaco